# Terminal apophysis

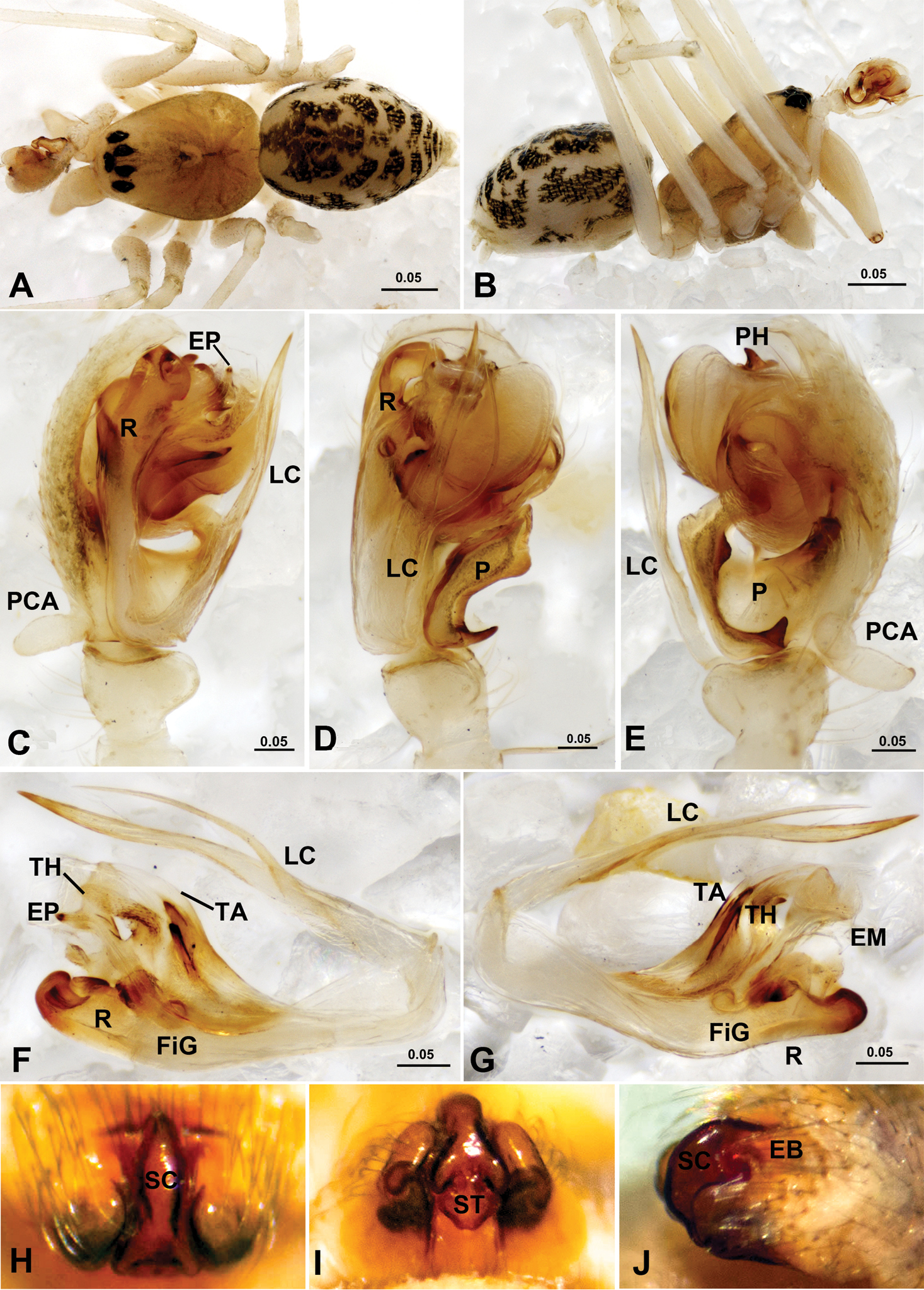
Terminal apophysis Acanthoneta dokutchaevi oznaczona symbolem TA na zdjęciach F i G

Terminal apophysis (dosł. apofiza końcowa) – element męskich narządów rozrodczych niektórych pająków.
Apofiza ta stanowi najbardziej dystalny ze sklerytów przyczepionych do embolusa za pośrednictwem hematodocha distalis. U rodzajów Neriene i Linyphia z rodziny osuwikowatych jest ona skręcona spiralnie i w trakcie kopulacji zagnieżdża się spiralnie skręconym atrium samicy.